# بخش ویلینگ (شهرستان بلمونت، اوهایو)
بخش ویلینگ (به انگلیسی: Wheeling Township) یک منطقهٔ مسکونی در ایالات متحده آمریکا است که در شهرستان بلمون، اوهایو واقع شده‌است.
 بخش ویلینگ ۷۱٫۲ کیلومتر مربع مساحت و ۱٬۶۹۱ نفر جمعیت دارد و ۳۷۱ متر بالاتر از سطح دریا واقع شده‌است.